# Jubilarium skrjabini
Jubilarium skrjabini är en plattmaskart. Jubilarium skrjabini ingår i släktet Jubilarium och familjen Jubilariidae. Inga underarter finns listade i Catalogue of Life.